# Gerrit Wormgoor
Gerrit Hendrik Wormgoor (Utrecht, 29 luglio 1940) è un ex pallanuotista olandese.

## Biografia
Ha partecipato, come membro dei Paesi Bassi, alle Olimpiadi di Tokyo 1964, partecipando al torneo di pallanuoto.